# Louis Sailhan
Louis Sailhan, né le 16 octobre 1880 à Saint-Pardoux-du-Breuil dans le Lot-et-Garonne et mort pour la France à Perthes-lès-Hurlus dans le département de la Marne le 11 mars 1915, est un poète français du XXe siècle. Son nom est inscrit au Panthéon parmi les 560 écrivains morts au combat pendant la Première Guerre mondiale.

## Biographie
Pierre Louis Sailhan, né le 16 octobre 1880 à Saint-Pardoux-du-Breuil, est le fils d'Arnaud Sailhan (né en 1852), employé aux tabacs et de Marie Chaulet (née en 1856). 
Issu d'une famille gasconne, il fait ses études au lycée Bernard-Palissy à Agen et entre à la faculté de droit avant de faire son service militaire au 7e régiment d'infanterie de novembre 1901 à septembre 1902 puis à la 17e section de secrétaires d'état-major et du recrutement jusqu'en septembre 1904. Après le service militaire, il part travailler à Paris comme commis des contributions indirectes. Il collabore à diverses publications, notamment La Revue hebdomadaire et La Démocratie de Marc Sangnier.  
Il épouse Jeanne Gabrielle Launay (1885-) le 23 avril 1908 à Toulouse et publie la même année son premier recueil Petits poèmes. Un second volume parait en 1913, Paysages intérieurs, tous deux inspirés par les paysages de l'Agenais. Edmond Pilon rapporte qu'Emmanuel Delbousquet, poète du Lot-et-Garonne, était son ami et Henri Bremond dit qu'il « était simple, modeste, généreux, prêt au sacrifice ». 
Quand il est rappelé au 20e régiment d'infanterie par le décret de mobilisation en août 1914, il est rédacteur principal au service d'architecture de la Préfecture de la Seine. Nommé sergent en octobre 1914, il est retenu au dépôt de Marmande jusqu’à février 1915. Parti au front comme sergent à la 8e compagnie du 20e régiment d'infanterie, il est tué à Perthes-lès-Hurlus, d’une balle à la tête, le 11 mars 1915,. 
La citation qui accompagne sa distinction dans l'ordre de la médaille militaire décrit un « sous-officier courageux et dévoué. Mortellement blessé le 11 mars 1915, devant Perthes, en se portant à l'assaut des positions ennemies ».

## Œuvres principales
- Petits poèmes, 1908
- Paysages intérieurs, 1914

## Distinctions
- 1915 : Académie française - Prix Jules Davaine
- Médaille militaire

## Hommages
- Le nom de Louis Sailhan est inscrit au Panthéon dans la liste des 560 écrivains morts pour la France[10].
- Son nom figure dans sur la plaque commémorative du lycée Bernard-Palissy à Agen, sur le monument aux morts de Saint-Pardoux-du-Breuil et le monument aux Parisiens morts pendant la Première Guerre à Paris.